# Liste kapverdischer Filme
Die Liste kapverdischer Filme enthält Filme, die ganz oder teilweise in Kap Verde produziert wurden.
Angesichts seines kleinen Binnenmarktes und seiner wirtschaftlichen Situation hat Kap Verde keine ausgeprägte Filmwirtschaft. Die Kultur, insbesondere die Musik und der Karneval Mindelos sind häufig Gegenstand von Dokumentarfilmen, doch auch die grüne Insel Santo Antão oder die eigenwilligen Landschaften der Vulkaninsel Fogo stehen gelegentlich im Fokus der Filmkünstler. Die wenigen auf Kap Verde gedrehten Spielfilme sind häufig Produktionen des Portugiesischen Films, während die Dokumentarfilme von Regisseuren aus aller Welt und aus Kap Verde selbst stammen.
Ein wichtiger Verbreitungsweg für kapverdische Filme sind Filmfestivals. Zusammen mit dem portugiesischen  Kulturinstitut Instituto Camões richtet die portugiesische Produktionsfirma Real Ficção alljährlich seit 2007 die Dokumentarfilmwoche Maio.Doc in der kapverdischen Stadt Mindelo aus. 2010 startete mit dem Cabo Verde International Film Festival (CVIFF) auf der Insel Sal das erste echte Filmfestival des Landes. 2014 folgte mit dem PLATEAU – Festival Internacional de Cinema da Praia (PIFF) in der Hauptstadt Praia das zweite Festival im Land. Der kapverdische, auf Kap Verde und in Los Angeles ansässige Regisseur Guenny K. Pires gründete 2019 das DjarFogo International Film Festival (DIFF) als zweites Festival in der Hauptstadt Praia. 2022 startete mit dem Festival Internacional de Cinema LGBTI in Praia das erste LGBT-Filmfestival des Landes. Dazu machte hier mehrmals das portugiesische FESTin-Filmfestival halt, ein Festival für Filme des portugiesischen Sprachraums.
Als bedeutendster Regisseur des Inselstaates kann Leão Lopes (* 1948 in Ribeira Grande) gelten.
| Jahr | Titel                                                                 | Regisseur                      | Genre/Bemerkungen |
| ---- | --------------------------------------------------------------------- | ------------------------------ | --- |
| 1979 | Fogo, îl de feu                                                       | Sarah Maldoror                 | Dokumentarfilm über die Vulkansinel Fogo |
| 1979 | Un carnaval dans le Sahel                                             | Sarah Maldoror                 | dokumentarischer Kurzfilm zum Karneval auf den Kapverden                                                                                         |
| 1988 | Os Flagelados do Vento Leste                                          | António Faria                  | |
| 1994 | Casa de Lava                                                          | Pedro Costa                    | Filmdrama |
| 1996 | O Ilhéu de Contenda                                                   | Leão Lopes                     | Verfilmung des gleichnamigen Romans des kapverdischen Autors Teixeira de Sousa, Ilheu de contenda! In: Filmdatenbank. Afrika Film Festival Köln. |
| 1997 | O Testamento do Senhor Napumoceno                                     | Francisco Manso                | Verfilmung des gleichnamigen Romans des Autors Germano Almeida                                                                                   |
| 1998 | Fintar o Destino                                                      | Fernando Vendrell              | prämierter Spielfilm um einen gealterten Fußballer auf Kap Verde                                                                                 |
| 2001 | Amílcar Cabral                                                        | Ana Ramos Lisboa               | Dokumentarfilm zur Biografie Amílcar Cabrals |
| 2002 | Nha Fala – Meine Stimme                                               | Flora Gomes                    | prämierte Musical-ähnliche, vielschichtige Filmkomödie                                                                                           |
| 2004 | The journey of Cape Verde                                             | Guenny K. Pires                | prämierter Dokumentarfilm zur Identitätssuche der Kapverden                                                                                      |
| 2004 | The Music Cape                                                        | Alexis Tsafas                  | Dokumentarfilm zum Musikfestival Baia das Gatas                                                                                                  |
| 2005 | O Arquitecto e a Cidade Velha                                         | Catarina Alves Costa           | Dokumentarfilm über das gescheiterte Projekt des Architekten Siza Vieira zur ersten UNESCO-Welterbe-Kandidatur Cidade Velhas                     |
| 2006 | Some Kind of Funny Porto Rican?': A Cape Verdean American Story       | Claire Andrade-Watkins         | Dokumentarfilm über die kapverdische Gemeinde in den USA                                                                                         |
| 2006 | Santo Antão – Paisagem & Melodia                                      | Homero Fonseca                 | In Musikclips durchquert der Regisseur und Musiker seine Heimatinsel Santo Antão                                                                 |
| 2006 | Bitú                                                                  | Leão Lopes                     | Dokumentarfilm über den kapverdischen Maler Bitú in Mindelo                                                                                      |
| 2007 | Batuque                                                               | Júlio Silvão Tavares           | Dokumentarfilm über die kapverdische Batuque-Musik                                                                                               |
| 2007 | Cabo Verde nha cretcheu                                               | Ana Ramos Lisboa               | Spielfilm über drei Freundinnen in der Hauptstadt Praia                                                                                          |
| 2008 | A Ilha dos Escravos                                                   | Francisco Manso                | Sklavendrama |
| 2008 | Mindelo – Traz d' horizonte                                           | Alexis Tsafas                  | Dokumentation über die Hafenstadt Mindelo |
| 2009 | Cabo Verde inside                                                     | Alexander Schnoor              | Autobiografischer Dokumentarfilm des deutsch-kapverdianischen Regisseurs                                                                         |
| 2010 | A menina dos olhos grandes                                            | Fonseca Soares, Alexis Tsafas  | Verfilmung eines kapverdischen Märchens |
| 2010 | Carnaval de Mindelo 2010                                              | Eric Mulet                     | Dokumentation des Karnevals von Mindelo 2010 |
| 2009 | Carta d'Holanda                                                       | Agostinho Santos               | Dokumentarfilm über die kapverdische Gemeinde in den Niederlanden                                                                                |
| 2011 | Cabralista                                                            | Valério Lopes                  | |
| 2011 | Kolá San Jon é Festa di Kau Berdi                                     | Rui Simões                     | Dokumentarfilm über die traditionellen Feste San Jon (São João)                                                                                  |
| 2012 | Revolução nos Rabelados                                               | Mário Benvindo Cabral          | Kurzfilm, Auszeichnung beim FESTin 2012 |
| 2012 | Picture the Leviathan                                                 | Hal Clifford, Jason Houston    | Kurzfilm über das Projekt des James Prosek, Fische des Nordatlantik zu malen, u. a. in Kap Verde                                                 |
| 2012 | Proud to Be Cape Verdean: A Look at Cape Verdeans in the Golden State | Mike Costa                     | Dokumentarfilm über die kapverdische Gemeinde in Kalifornien                                                                                     |
| 2013 | Momento – Pupkulies & Rebecca Play Cabo Verde                         | Steffen Boseckert              | Film über die Aufnahmen der deutschen Gruppe Pupkulies & Rebecca mit kapverdischen Musikern auf der Insel Maio                                   |
| 2013 | Shouting: Tierra                                                      | Giulio Gobbetti                | poetischer Dokumentarfilm über eine Überquerung des Atlantiks                                                                                    |
| 2013 | Tão longe é aqui                                                      | Eliza Capai                    | Dokumentarfilm über die Reise einer Brasilianerin nach Afrika                                                                                    |
| 2013 | Another Land: Homage to John Ford                                     | Giulio Latini                  | Kurzfilm in Erinnerung an John Ford |
| 2016 | Buska Santu                                                           | Samira Vera-Cruz               | Kurzfilm |
| 2016 | Coração Atlântico                                                     | Robbie McCallum                | Spielfilm |
| 2017 | CANHÃO DE BOCA                                                        | Ângelo Lopes                   | Dokumentarfilm, CANHÃO DE BOCA (MOUTH CANON). In: Filmdatenbank. Afrika Film Festival Köln.                                                      |
| 2018 | DJON ÁFRICA                                                           | João Miller Guerra Filipa Reis | Spielfilm, DJON ÁFRICA. In: Filmdatenbank. Afrika Film Festival Köln.                                                                            |
| 2020 | Metalheart                                                            | Welket Bungué                  | Kurzfilm, Dokumentarfilm |
| 2020 | Kmêdeus                                                               | Nuno Miranda                   | Dokumentarfilm über ein Tanzstück über einen als verrückt geltenden Mann                                                                         |
| 2021 | The Master's Plan                                                     | Carlos Yuri Ceuninck           | Dokumentarfilm über Skandale um eine christliche Sekte                                                                                           |
| 2023 | SUMARA MARÉ                                                           | Samira Vera-Cruz               | experimentelle Dokumentation, Samira Vera-Cruz. In: Filmdatenbank. Afrika Film Festival Köln.                                                    |